# ナトゥナ諸島
座標: 北緯4度00分 東経108度15分 / 北緯4.000度 東経108.250度

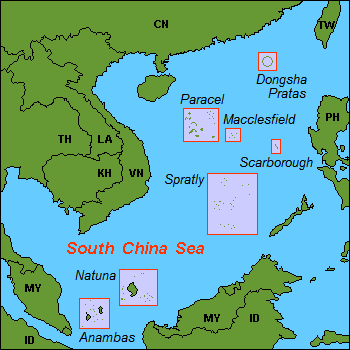
南シナ海におけるナトゥナ諸島の位置

ナトゥナ諸島（ナトゥナしょとう、Natuna Islands）は、南シナ海南部にある、インドネシア領の諸島である。

## 地理
157個の島からなり、カリマンタン島の北西に位置する。リアウ諸島州に属し、最大の島は北部にある大ナトゥナ島。南部は南ナトゥナ諸島とも呼ばれる。広義ではアナンバス諸島やタンベラン諸島も含む場合がある。人口は約6万9千人。

## 産業
天然ガスが産出するほか、漁業・農業が中心である。観光業はまだ発展していない。
インドネシアの排他的経済水域（EEZ）末端にある東ナトゥナガス田は世界最大級の埋蔵量を持つ。

## 南シナ海領有権問題の余波
ナトゥナ近海でインドネシアが設定しているEEZは、中華人民共和国が管轄権を主張する九段線と一部重複しており、係争海域となっている。インドネシアは大ナトゥナ島の丘の上に海上保安機構の基地を置き、24時間態勢で不審船を監視している。
2010年と2013年にナトゥナ諸島近海で中国漁船がインドネシアに拿捕されたため、中国は武装艦を派遣して漁船を奪還した。ナトゥナ諸島北東の海域「トゥナ・ブロック」でインドネシア政府が2021年7月に海底油田・天然ガス田の掘削調査を始めたところ、中国は「主権侵害」を主張して中止要求と抗議を非公式に行なった。
インドネシア側は「（島の）領有権問題は存在しない」としつつも空軍施設の強化を計画するなど警戒を強めている。
一方、2013年にから2017年にかけてインドネシア海洋・漁業相を務めたスシ・プジアストゥティは、中国漁船団の取締りに実力行使で乗り出し、多数の漁船を拿捕した上で一部を見せしめのために沈没させて見せた。
2015年9月に同諸島を視察したリャミザルド国防相は、新たに海軍の艦船3隻と特殊部隊、さらに空軍の戦闘機4機を新たに配備する計画を表明した。これらにより、ナトゥナ諸島の駐留兵力は約4000人に倍増する。
2016年8月には、レーダーを備えた違法漁業の監視施設をラナイの軍基地に併設した。
2017年時点では、F-16戦闘機5機とフリゲート3～5隻を配備したと報道され、滑走路の延長工事などを進めている。地対空ミサイルや潜水艦の配備も進められているほか、漁業や水産業の育成にも力を入れている。
飛行場、潜水艦を含む艦艇補給施設、特殊部隊の駐留施設を含む陸海空軍合同基地は、2018年12月に開所式が執り行われた。
インドネシア政府内には周辺を「ナトゥナ海」に呼称変更すべきだという意見が浮上。2017年7月14日、諸島の北部海域を「北ナトゥナ海」に改称して地図に記載したと発表した。
日本政府も2017年1月、中国の海洋進出を牽制するため、安倍晋三首相がインドネシアを訪問して、ナトゥナ開発への支援を表明した。
インドネシアは中国を国際司法裁判所に提訴することも検討している。中国は政府レベルでは「ナトゥナ諸島の主権はインドネシアに属しており、中国が異議を示したことはない」としつつ、メディアが「ナトゥナ諸島は宋代から清代にかけて中国か、中国系王国の支配下にあった」と報じている。
2019年12月、中国の漁船団が中国海警局の警備艇を伴ってナトゥナ諸島近海で操業。インドネシア側は大使を召喚して強く抗議したが、中国側はナトゥナ諸島周辺海域に歴史的権利を有しており、合法的かつ合理的な操業であると反論した。インドネシアは2020年1月8日までに、軍艦8隻と戦闘機4機を諸島周辺に配備し哨戒に当たらせている。